# Maryse Condé
Pour les articles homonymes, voir Condé.
Maryse Condé, née Marise Liliane Appoline Boucolon le 11 février 1934 à Pointe-à-Pitre (Guadeloupe) et morte le 2 avril 2024 à Apt (Vaucluse), est une journaliste, professeure de littérature et écrivaine française, se réclamant de l'indépendantisme guadeloupéen,,.
Maryse Condé est l'autrice d'une « œuvre-monde » traduite en de nombreuses langues, inscrite dans les corpus de l'enseignement primaire, secondaire et supérieur de recherche. Elle acquiert une reconnaissance médiatique auprès du grand public avec son best-seller Ségou (1984-1985), roman historique en deux tomes qui, à travers le destin de trois frères, retrace la chute du royaume bambara de Ségou et dont la parution intervient dans le contexte de l'« effet Racines », le célèbre roman d'Alex Haley adapté pour la télévision quelques années plus tôt. Un autre best-seller est son roman Moi, Tituba sorcière..., un récit d'esclave dont la version anglophone est accompagnée d'une préface d'Angela Davis. En Guadeloupe et en Martinique, ses œuvres les plus lues et citées sont Haïti chérie, Traversée de la mangrove, Hugo le terrible, Le Cœur à rire et à pleurer : contes vrais de mon enfance et La Vie sans fards, roman autobiographique. Maryse Condé a d'abord été dramaturge avant d'être reconnue comme romancière. Elle est l'autrice de romans pour adolescents, notamment dans la revue Je bouquine.
Maryse Condé a travaillé comme journaliste culturelle à la BBC et à Radio France internationale (RFI).
Fondatrice du Centre des études françaises et francophones au sein de l'université Columbia aux États-Unis, elle contribue ainsi à faire connaître la littérature francophone dans ce pays.
Professeure émérite, elle passe la dernière partie de sa vie à Gordes (Vaucluse), où, avec une assistance médicale et le soutien de son mari, elle reçoit sa famille et des membres de son entourage et continue de se « questionner » et d'écrire en dictant ses derniers livres à son mari Richard Philcox puis à une amie.

## Biographie
Maryse Liliane Appoline Marcelle Boucolon naît le 11 février 1934,,, à Pointe-à-Pitre en Guadeloupe dans une famille de huit enfants dont elle est la benjamine. Elle insiste sur le fait qu'elle est née dans un « milieu d'embryon de bourgeoisie noire » et que donc « [son] enfance a été purement française. Je l'ai dit déjà dans Le Cœur à rire et à pleurer, mon père commandait des livres de littérature française à la librairie Nelson ; lui ne les lisait pas, mais mon frère et moi, on coupait des pages et on lisait. Petits, on a été imprégnés de littérature et de culture françaises ».
Sa mère, Jeanne Quidal, est l'une des premières institutrices noires de sa génération. Grâce à son statut de fonctionnaire, la famille avait l'occasion de se rendre à peu près tous les cinq ans en métropole. Sa grand-mère, Victoire Élodie Quidal, était cuisinière. Après sa retraite universitaire, en 2002, elle entreprend des recherches sur sa grand-mère, ce qui lui fournit la matière d'un « portrait » littéraire où l'imagination et l'invention lui permettent de restituer la dignité de cette figure occultée par l'ascension sociale de ses parents. Avec Victoire, les saveurs et les mots, qu'elle considère comme l'un de ses livres les plus aboutis, elle s'inscrit dans l'héritage de sa grand-mère Victoire qui « se louait » chez des « blancs pays » et qui « parvint à forcer pour sa fille les portes de la petite bourgeoisie noire naissante »,.
Son père, Auguste Boucolon, par sa « grande amitié » avec Ferdinand d'Alexis, fait partie des dix-neuf commerçants qui, en 1915, créent la Caisse Coopérative des Prêts - en 1955, celle-ci prend le nom de Banque Antillaise avant d'entrer, en 1979, « dans le giron » de la Banque française commerciale (BFC) après une première prise de participation par la filiale d’Indosuez en 1975. Auguste Boucolon a perdu sa mère dans un incendie quand il avait 7 ans, croit se souvenir Maryse Condé au micro de Yasmine Chouaki sur RFI, pour expliquer l'importance qu'il accorde à son éducation.
Ses parents ont d'abord habité à Pointe-à-Pitre, rue Condé, avant d’emménager rue Alexandre-Isaac.

### Départ de Guadeloupe
Vraisemblablement en 1953, l'année de ses dix-neuf ans, elle intègre la classe d'hypokhâgne du lycée Fénelon à Paris où, avec un étudiant en histoire, dit « Jacques A... », elle fonde le club Luis Carlos Prestes,, marxiste brésilien ayant occupé les fonctions de secrétaire général du Parti communiste du Brésil.
Un jour, se souvient-elle dans un de ses Contes vrais de [son] enfance, une professeure communiste, sensible à son malaise de « colonisée », lui propose de faire un exposé sur « les Antilles ». C'est dans ce « conte vrai » qu'elle marque son ignorance des réalités antillaises et qu'elle lit, par conséquent, sur les conseils de son grand frère, La Rue Cases-Nègres de Joseph Zobel. Cette lecture lui permet de prendre conscience de ce qu'elle ne faisait qu'entrevoir de la fenêtre de la voiture de ses parents lorsqu'ils sortaient donner le bonjour à de la famille ou passer quelques jours dans leur « maison de changement d'air ».
Maryse Condé se lie d'amitié avec Françoise Bruhat, la fille de Jean Bruhat, historien marxiste de renom qui enseignait à la Sorbonne : « Eux, le père et la fille, m'ont appris le sens du mot colonialisme, colonisation, identité, origine, dépossession, et pour la première fois, ils m'ont parlé de l'esclavage, que mes parents avaient toujours occulté, et j'ai compris pourquoi il y avait des Noirs aux Antilles ». Elle découvre alors la maison d'édition Présence africaine et les écrivains de la négritude ; le Discours sur le colonialisme lui ouvre les yeux. Maryse Condé publie alors dans des revues estudiantines : « […] je faisais mon intéressante parce que j’écrivais dans des feuilles de chou estudiantines et que tout le monde louait ma plume. Je n’avais pas encore osé envisager de devenir écrivain. Par contre, je me voyais très bien en journaliste. Je me souviens de deux articles que je signai et qui firent grand bruit dans notre petit monde. »
Après son hypokhâgne au lycée Fénelon, Maryse Condé s'inscrit à la Sorbonne en licence de lettres.
En 1955, Maryse Condé se trouve enceinte d'un étudiant agronome haïtien, Jean Dominique (1930-2000), qui la laisse seule et s'envole vers son pays le lendemain d'en avoir eu l'annonce. Le 13 mars 1956, après une grossesse solitaire difficilement supportée, Maryse Condé donne naissance à un fils, Denis Boucolon, son premier enfant. « Je suis sortie de cette épreuve à jamais écorchée vive, ne possédant guère de confiance dans le sort, redoutant à chaque instant les coups sournois du destin », relate-t-elle dans La Vie sans fards. Devenu journaliste en Haïti, Jean Dominique créa une station de radio militante Haïti Inter opposée au régime politique, et mourut assassiné par des inconnus à Port-au-Prince le 3 avril 2000.
Au cours de ces années estudiantines, Maryse Condé fréquente les milieux communistes et les foyers africains. Ainsi rencontre-t-elle l'acteur guinéen jouant le rôle d'Archibald dans la première mise en scène de la pièce Les Nègres de Jean Genet, Mamadou Condé. En août 1958, à la mairie du 18e arrondissement de Paris, elle l'épouse et prend le nom de Condé. Mais ce mariage ne durera pas, explique-t-elle : « Quand je l’ai épousé, il était Archibald dans Les Nègres. Il avait un rôle qui ne correspondait pas à ce qu’il était vraiment. Finalement j’ai épousé une sorte de masque. Je ne veux pas dire du mal de lui puisqu’il est mort maintenant, et qu’après tout, nous nous sommes aimés, même si cela n‘a pas duré. Mais Condé n’était pas Archibald. Il n’aimait pas les ennuis. La politique lui faisait peur, il voulait une vie sans histoire. Il était macho. Il n’aimait pas avoir une femme tranquille qui lui fasse des gosses. Il était mécontent que je fréquente tous ces marxistes mal vus du pouvoir. C’était normal en fait. Je le comprends ». Ce mariage est donc ambivalent : d'un côté, c'est la matérialisation de son tropisme pour l'Afrique ; de l'autre, ce mariage entre en contradiction avec sa conscience politique. En effet, l'Afrique ne vaut qu'en fonction de sa volonté de « comprendre l'origine de ses souffrances » et pourquoi ses parents « méprisaient » tant le continent d'où furent déportés leurs ancêtres. C'est à Paris qu'elle apprend le décès de sa mère, Jeanne Quidal, en 1953 ; puis de son père, Auguste Boucolon, en 1959. « J'ai beaucoup pensé à ma mère pendant toute une époque, puis, c'est bizarre, moins, au fur et à mesure que j'écrivais. Au début, je lui en voulais : « Enfin, on ne meurt pas quand on a une fille de dix-neuf ans. » Aujourd'hui, c'est passé, c'est dominé, je pense à elle autrement. Je me dis que c'est dommage qu'elle ne soit pas là pour voir ses petits-enfants. » Un peu plus tard, elle est affectée par la mort de son frère et mentor, Guy, dit « Guito », figure bienveillante qu’elle ne cesse plus tard de rechercher auprès de nombreux hommes, et qui succombe à une maladie redoutée familialement, la maladie de Huntington.

### Départ vers l'Afrique

#### En Côte d'Ivoire
Cette même année 1959, se souvient-elle dans La Vie sans fards, « la Coopération commençait de balbutier. Une aile du ministère abrita bientôt un bureau d’embauche pour les Français qui voulaient tenter leur chance en Afrique. Cette offre semblait faite pour moi ». C'est ainsi qu'elle se retrouve professeure de français au lycée de Bingerville en Côte d'Ivoire. Elle donne naissance à la première de ses trois filles, Sylvie-Anne, en 1960.

#### Entre la Guinée et le Ghana
À la fin de 1961, Maryse Condé rejoint Mamadou Condé en Guinée. Lors d'un deuil national décrété par Sékou Touré à la suite de la mort de Frantz Fanon le 6 décembre, raconte-t-elle dans La Vie sans fards, elle emploie ce temps à lire l'œuvre du psychiatre martiniquais et, particulièrement, Les Damnés de la Terre, le chapitre IV « Sur la culture nationale » précédé d'une longue citation de Sékou Touré dont elle relève l'ironie rétrospective. Elle n'apprécie alors pas la teneur de Peau noire, masques blancs, trouvant que cela sonne faux, opinion sur laquelle elle reviendra plus tard dans La Vie sans fards. Elle donne naissance à ses deux autres filles, Aïcha en 1961 et Leïla en 1963, dans des conditions qu'elle décrit comme particulièrement rudes.
Maryse Condé participe aux groupes de réflexion marxiste de mouvements communistes clandestins. En 1964, elle s'envole, seule, pour le Ghana, où elle continue de fréquenter des groupes de réflexion marxiste, notamment au sein de l'Institut ghanéen des langues fondé par le président Kwame Nkrumah, où elle dirige le département de français.

#### À Londres pour BBC Afrique
Quelque temps après le coup d'État du 26 février 1966 qui contraint Kouamé Nkrumah à l'exil dans la Guinée de son « ami » Sékou Touré, du fait de son passeport guinéen, explique-t-elle, on la suspecte d'être une espionne. Grâce à l'intervention d'un avocat ghanéen, Kouamé, qui « connaissait pas mal de gens du nouveau pouvoir », elle est libérée mais est contrainte de vivre plusieurs mois sans passeport avant d'être finalement expulsée. C'est ainsi qu'elle part pour Londres avec ses enfants pour travailler au service Afrique de la BBC, où elle fait « des comptes rendus de livres, d'expositions, de concerts et de pièce de théâtre africains ou ayant trait à l'Afrique ». C’est notamment pour elle l'occasion d'assister à la première représentation d'une pièce de Wole Soyinka, The Lion and the Jewel et de profiter du passage à Londres, à l'occasion du congrès Dialectique de la libération (en) du 5 et 30 juillet 1967, de Stokely Carmichael pour l'interviewer (Carmichael raconte dans son autobiographie être parti pour Londres en juin). Deux ans plus tard, elle rentre au Ghana pour, « selon le calendrier établi », se remarier avec Kouamé. Mais, n'ayant pas réussi à joindre Mamadou Condé, elle n'a pas pu obtenir le divorce et la cérémonie est reportée.

#### Au Sénégal
En 1969, Maryse Condé se sépare de Kouamé et, avec ses enfants, quitte le Ghana pour le Sénégal. À Dakar, elle travaille d'abord à l'Institut africain de développement économique et de planification (IDEP) comme traductrice avant de faire une demande auprès du ministère de la Coopération français. Elle est ainsi affectée au lycée Gaston-Berger de Kaolack (renommé lycée Valdiodio-Ndiaye en 1984), dans le Sine Saloum. C'est là, dans cette ville qu’elle a « haïe », qu'elle fait la connaissance d'un Britannique professeur d'anglais, Richard Philcox, qui devient son conjoint puis son deuxième mari en 1981.

### En France
En 1970, elle décide de quitter l'Afrique de l'Ouest, de reprendre sa vie en main : « J'en avais vraiment marre de l'Afrique. Trop de coups durs. Je me voyais en train de stagner dans des postes médiocres et des maisons de fonction délabrées avec tous ces enfants qui commençaient à grandir. Il ne semblait n'y avoir ni issue ni avenir ». Pour ce faire, elle confie ses enfants, « même [s]on fils Denis », à Mamadou Condé, de qui elle est séparée mais non encore divorcée.
D'abord intimidée par le genre canonique du roman, elle se fait la main avec le théâtre et conçoit deux pièces : en 1973, au festival de théâtre de Fort-de-France, Dieu nous l'a donné est mise en scène par Ivan Labejoff ; quant à La Mort d'Oluwemi d'Ajumako, elle est jouée au Centre culturel Senghor à Dakar par le Théâtre du Toucan.

#### Les annéesPrésence africaine
Elle travaille alors chez Présence africaine, la revue et la maison d'édition panafricaine fondées par Alioune Diop avec le soutien de sa femme Christiane Yandé Diop. Avec Kala-Lobé, le frère de Christiane Yandé Diop, elle s'occupe des colloques et des articles à publier dans la revue et fait des recensions d'ouvrages : « C'était pas mal comme travail et cela m'a permis de rencontrer beaucoup de gens », « des gens aux noms importants », précisera-t-elle en 2015, tel que Théophile Obenga. Ce sont des années formatrices au cours desquelles elle reprend ses études universitaires en soutenant d'abord un mémoire de maîtrise à Paris IV Sorbonne en 1974, Étude comparée des proverbes bambaras, yorubas, antillais, puis, deux ans plus tard, une thèse de doctorat, Stéréotype du noir dans la littérature antillaise Guadeloupe-Martinique, sous la direction de René Étiemble. En 1976, paraît aussi Heremakhonon : « Je suis persuadée que si mon ami Stanislas Adotevi ne m’avait pas forcé la main, Heremakhonon [...] n’aurait jamais vu le jour. Stanislas Adotevi dirigeait la collection « La voix des autres » chez 10/18 de Christian Bourgois et s’amouracha du roman. » Bien que le roman soit très mal reçu par la critique – au point d'en être affectée confie-t-elle dans son autobiographie – et que les exemplaires invendus finissent par être « pilonné[s] », celui-ci sera réédité en 1988 assorti d'une préface rédigée par ses soins dans laquelle elle répond à la critique condescendante de Oruno Denis Lara et, surtout, l’ignominieuse critique de Ernest Pépin ». À ce moment-là, au cours d'un entretien avec Vèvè Amassa Clark, elle évoque cette terrible réception : « J'ai lu tellement de stupides réactions à Hérémakhonon, tel l'article paru dans Le Naïf où j'ai été accusée d'être une nouvelle Mayotte Capécia passant ma vie en Afrique dans des draps souillés de sperme ». C'est ce qui la pousse à défendre son intention d'écrivaine en donnant les clefs de lecture à sa critique : il faudrait voir en Véronica Mercier, l'héroïne avec laquelle elle a été amalgamée hâtivement, « la première illustration littéraire du célèbre avertissement de Frantz Fanon dans Les Damnés de la terre : « Les Nègres sont en train de disparaître de la surface de la terre… Il n’y a pas deux cultures identiques… ».
Maryse Condé publie dans Présence africaine une recension du premier roman de Simone Schwarz-Bart signé en son nom seul en 1972, Pluie et Vent sur Télumée Miracle. Dans cette recension d'inspiration fanonienne, elle problématise ce que Romuald Fonkoua appellera le « discours en « situation » de francophonie interne » pour rendre compte des écritures antillaises évoluant en « pays dominé ». C'est ce qui l'amène à commencer par poser le contexte d'énonciation : « Quand un Antillais prend la plume et se targue d’écrire, pour qui le fait-il ? À qui s’adresse-t-il ? ». Cela étant dit, elle reconnaît et salue son travail de pionnière : il faut, écrira-t-elle ensuite, « faire une place à part à Simone Schwartz-Bart qui élabore véritablement un nouveau langage ». La sévérité de sa critique de Pluie et vent sur Télumée Miracle provient de sa méfiance vis-à-vis de l'exotisme et de l'héritage, encore pesant, de cette littérature doudou vilipendée par Suzanne Roussi-Césaire dans les années 1940. Chez Gilbert Gratiant, par exemple, Maryse Condé relève « tout un carnaval douceâtre dans lequel nous reconnaissons pêle-mêle les éléments de l’exotisme. » Or, poursuit-elle, « Le danger de cette littérature est [...] [qu'] elle [...] invite [les Antillais] à se connaître dans de telles caricatures. » Elle distingue ainsi l'écriture de Gilbert Gratiant de celle d'un Sonny Rupaire chez qui le « Le créole [...] demeure « naturel », loin d’une mièvrerie à la Gratiant ».
Lors de la parution de l'encyclopédie d'histoire littéraire des Antilles de Jack Corzani, elle soulève un certain nombre de points quant au découpage opéré : sa critique principale porte sur le parti pris de faire se côtoyer et se succéder écrivains blancs créoles attachés à leur privilège blanc et la génération d'écrivains nés avec la négritude lesquels s'établissent, précisément, en rupture avec cette colonialité du champ littéraire antillais. Outre cet antagonisme politique à l'œuvre dans la littérature, ce sur quoi s'appesantit Maryse Condé est la question de la valeur littéraire : pour l'histoire de la littérature française, telle que la proposent les manuels scolaires — notamment le traditionnel Lagarde et Michard — fait valoir Maryse Condé, on ne retient pas tant les œuvres pour leur indice sociologique que pour leur littérarité. Or, ce qu'elle reproche à Jack Corzani, c'est d'avoir procédé selon un catalogage régionaliste qui relègue au second plan la dimension génocidaire de la littérature créole qui, pourtant, lui est consubstantielle. C'est ce qui explique la faiblesse de ses analyses davantage soucieuses d'un consensuel vivre-ensemble que de la contestation de l'ordre social nervurant les discours littéraires postcoloniaux d'un Aimé Césaire, d'un Frantz Fanon ou d'un Édouard Glissant. Cet aspect est développé dans sa thèse de doctorat, celle-ci étant le parachèvement de son activité de critique littéraire chez Présence africaine. Elle dresse alors une typologie opposant la « civilisation du créole » à celle du « bossales », puis du « marron ».
Alors que les colonies départementalisées en 1946 sont toujours la proie de vives tensions sociales et raciales attisées par les luttes décoloniales et leur répression à travers le monde, Maryse Condé pose significativement Frantz Fanon, non seulement comme une figure centrale du « discours antillais », mais encore l'érige en fer de lance de la lutte anticoloniale : « Il est impossible de parler des Antilles sans parler de Fanon. Fanon nous semble le seul espoir du monde antillais. Il réalise à la perfection et porte à leurs limites l’ambition politique de Césaire comme la prétention psychanalytique de Glissant. Il est le premier Marron ». Ce faisant, Maryse Condé conceptualise une politique de la littérature caribéenne à même de saisir les clivages inhérents à des sociétés constituées par la déshumanisation systématique des Africains et Africaines. La stéréotypie en est le produit ; la littérature, son lieu d'expression privilégié.
En 1975, paraît sa traduction d'Eric Williams, De Christophe Colomb à Fidel Castro : L'Histoire des Caraïbes, 1492-1969, qu'elle a entreprise avec son mari Richard Philcox à la demande de Christiane Yandé Diop.
En 1976, elle soutient, sous la direction de René Étiemble, sa thèse en littérature comparée à l'université Sorbonne-Nouvelle.

##### Séjour en Guadeloupe
Le 29 novembre 1976, elle donne une conférence au centre Remy-Nainsouta (Pointe-à-Pitre) sur la littérature féminine en Guadeloupe et en Martinique.

#### Collaboratrice àDemain l'Afrique
En 1977, elle rejoint l'équipe de l’hebdomadaire Demain l'Afrique dont le financement par le ministère de la Coopération française, est-il fait état dans la revue Peuples noirs, peuples africains de Mongo Béti, entrerait en contradiction avec la ligne éditoriale affichée par Paul Bernetel, le rédacteur en chef De 1977 à 1981, elle anime la rubrique « Les livres » et publie des reportages. Elle y fait une recension positive de la réédition de l'ouvrage désormais classique - après le colloque international du Caire sous l'égide de l'UNESCO en 1974 - de Cheikh Anta Diop : « “Nations nègres et culture” : un ouvrage fondamental ». Elle est amenée à se rendre aux États-Unis, ce qui lui permet de rencontrer des « femmes de grande valeur » telle que Patricia Hill Collins, alors âgée de 32 ans, directrice de l’African American Center de Tufts, Sandy Moore, architecte, Sarah Griffin, Gwendolyn Brown et Adrienne Morrison. À son retour, elle publie un reportage, « L'Amérique noire au féminin », pour parler de la trajectoire de ces femmes noires et diplômées : « Paradoxalement, ces femmes instruites, qualifiées, se sentent les plus défavorisées, car elles n'obtiennent jamais les postes qu'elles méritent vraiment. [...] Certes moins ostracisées que l'homme instruit, elles n'accèdent jamais entièrement à la reconnaissance qu'elles croient mériter. Trop souvent aussi, elles effraient l'homme noir moins privilégié, sans intéresser leurs égaux qui, pour une intégration plus totale, recherchent des compagnes blanches. ».
Elle participe au ciné-débat des Dossiers de l'écran pour la diffusion, en France, des deux premiers épisodes de la série Racines (Roots) de Alex Haley en décembre 1977.
En automne 1979, elle enseigne pendant un semestre à l'université de Californie à Santa Barbara.

#### Animatrice de radio pour RFI
Elle anime une émission de radio sur RFI où, en compagnie d'universitaires, elle retrace la vie de grandes figures noires de la révolution telles que Malcolm X, Julius Nyerere, Kwame Nkrumah. En 1981, elle invite Alain Anselin pour parler de son livre sur La Question peule et l'histoire des Égyptes ouest-africaines.
En 1981, elle épouse Richard Philcox à la mairie du 13e arrondissement, quelque temps après la mort de Mamadou Condé et avant leur départ pour les États-Unis.

#### Retour en Guadeloupe
À la suite du succès de Ségou (le premier volume est vendu à 200 000 exemplaires, le second à 100 000), elle achète une maison à Petit-Bourg (Guadeloupe), là où ses parents avaient une « maison de changement d'air », du côté de Sarcelles, à proximité d'une rivière. Cet élément biographique constitue un tournant à la fois sur le plan personnel et dans sa carrière littéraire puisqu'il donne lieu à un entretien de référence qui, par son titre même, « “Je me suis réconciliée avec mon île” : une interview de Maryse Condé », consacre le thème du retour au pays natal, un thème qui revient tout au long de son œuvre. Pendant la durée des travaux de sa future maison, elle enseigne un an à Los Angeles. Avec son mari Richard Philcox, elle vit alors entre les États-Unis et la Guadeloupe, partageant son temps entre son travail de professeur et son métier d'écrivaine.
Son installation au pays la conduit à réfléchir sur le « rôle de l’écrivain indépendantiste » et la question de l'identité guadeloupéenne. Elle donne des entretiens et envoie des contributions aux magazines indépendantistes du journaliste Dannyck Zandronis : Jougwa (Journal Guadeloupéen), Magwa (Magazine guadeloupéen), Moun.
Après la mort de Guy Tirolien, le 3 août 1988, elle fait partie du Comité Feuilles vivantes, qui se propose de rendre hommage à « notre poète national ». Une veillée se tient le 4 août 1989. Dans Sept Mag, magazine généraliste bien diffusé en Guadeloupe, elle publie un hommage dans lequel elle souligne l'importance de son œuvre.
Au début des années 1990, à la suite de l'effervescence provoquée par L'éloge de la créolité puis l'attribution consécutive du prix Novembre et Goncourt à deux des signataires du manifeste, respectivement, Raphaël Confiant et Patrick Chamoiseau, Maryse Condé organise avec sa collègue et amie Madeleine Cottenet-Hage un colloque sur la créolité dont les actes seront publiés chez Karthala en 1995 avec une postface dans laquelle elle réaffirme le droit à la créativité et le refus des carcans idéologiques : chacun doit pouvoir vivre « sa créolité » comme il l'entend.
En 1997, elle rejoint l'université Columbia, au sein de laquelle elle fonde et préside le Centre des études françaises et francophones jusqu'en 2002,.
En décembre 2002, elle prend sa retraite universitaire.
Elle préside le Comité pour la mémoire de l'esclavage, créé en janvier 2004, pour l'application de la loi Taubira qui a reconnu en 2001 la traite et l’esclavage comme crimes contre l’humanité. À ce titre, c'est sur sa proposition que le président Jacques Chirac a fixé au 10 mai la Journée de commémoration de l'esclavage, célébrée pour la première fois en 2006.
En 2007, elle vend sa maison de Montebello à Petit-Bourg et quitte, « avec une certaine amertume », le pays natal pour plusieurs raisons ayant fait l'objet d'un vif débat au sein de la société guadeloupéenne - comme l'atteste, de manière virulente, le billet de Patricia Braflan Trobo plus d'une dizaine d'années plus tard,.
Le 11 juillet 2007, un hommage lui est rendu à la résidence départementale du Gosier, au cours duquel Ernest Pépin évoque les « liens » qui l'unissent à Maryse Condé.

« Ils furent soudain, continus, discontinus au gré de nos flottements mais ils sont je crois toujours lestés par l’affection. On connaît les amitiés d’écrivains. Elles sont des amitiés de hérissons. Trop proches, ils se piquent. Trop éloignés, ils ont froid.
J’ai déjà froid, Maryse, à l’idée de savoir que tu t’en iras, nous privant de ce rire derrière lequel tu caches souvent ton besoin des autres, de tes commentaires critiques sur le pays qui sont la mesure même de ton amour de la Guadeloupe, de ce contact franc qui devient d’autant plus cher qu’il s’éloigne. Nous avons tous froid et la véranda de Montebello a froid aussi. »

Le lendemain, sur Télé Guadeloupe, dans une interview avec Gérard César, elle annonce publiquement son départ : « Elle évoque des raisons de santé, son désir de se rapprocher de ses enfants mais parle aussi de déception quant aux espérances profondes qu’elle nourrissait vis-à-vis de son pays » comme cela sera résumé dans l'avant-propos du fascicule de présentation du fonds Maryse Condé co-édité par la Médiathèque Caraïbe Bettino Lara et le conseil départemental de la Guadeloupe à la suite du don de l'écrivaine d'une grande partie de sa bibliothèque personnelle,.
Elle participe au festival Étonnants voyageurs qui se tient du 1er au 4 décembre 2007 à Port-au-Prince (Haïti) en compagnie, notamment, d'Edwidge Danticat et Dany Laferrière,.
En décembre 2011, à la suite de la décision de donner son nom au collège de la Désirade – dont est originaire la lignée Boucolon du côté de son père –, le maire de l'île, René Noël, l'invite à la cérémonie de baptême.

#### À Paris
Elle habite plusieurs années dans le quartier du Marais.
Le 30 septembre 2012, elle est invitée par Laurie Pezeron, la fondatrice de Read!, une association qui organise des clubs de lecture afros, pour échanger avec ses lecteurs et lectrices. À la fin de la rencontre, elle accepte d'être la marraine de Read! afin de soutenir cette initiative pédagogique.

#### À Gordes
En 2013, leur appartement parisien vendu, le couple s'installe dans la commune de Gordes, dans le Vaucluse, et vit désormais « retiré dans ce nid provençal bordé d’une oliveraie et de quelques plants de lavande », comme le constate Katia Dansoko Touré lorsqu'elle se rend chez eux quelques semaines après la parution du dernier roman de Maryse Condé. C'est pourtant là qu'elle imagine le Fabuleux et triste destin d'Ivan et Ivana, un roman qu'elle aura dicté, « la maladie la privant de l’adresse de ses mains, à une amie de longue date et à son mari traducteur, Richard Philcox ».
Dans les jours qui suivent la sortie du Fabuleux et triste destin d'Ivan et Ivana, elle envoie au magazine L'Obs une tribune en écho au discours abondamment commenté dans la presse d'Emmanuel Macron, dans lequel le président qualifie la colonisation de crime contre l'humanité. Dans cette tribune, l'écrivaine retrace son processus de conscientisation et de décolonisation, faisant ainsi du Discours sur le colonialisme « sa Bible et sans exagération », souligne-t-elle, puis revient sur la période des « soleils des indépendances » - d'après l'expression malinké traduite et popularisée par Ahmadou Kourouma - pour exprimer sa vision actuelle. Renvoyant dos-à-dos l'avidité des conquistadors dénoncée par Aimé Césaire et les « rêves de possession des colonisés » analysés par Frantz Fanon, elle s'interroge et fait la part belle au rêve en rebondissant sur une obsession occidentale, la décadence, réactualisée par l'essai fortement médiatisé de Michel Onfray paru au début de l'année 2017. « Alors que conclure ? Mais précisément faut-il conclure ? Ne concluons pas. Rêvons plutôt, imaginons. L’histoire du monde n’est pas finie. Déjà des esprits éclairés prédisent la mort de l’Occident. Un jour viendra où la terre sera ronde et où les hommes se rappelleront qu’ils sont des frères et seront plus tolérants. Ils n’auront plus peur les uns des autres, de celui-ci à cause de sa religion ou de celui-là à cause de la couleur de sa peau, de cet autre à cause de son parler. Ce temps viendra. Il faut le croire. » Cette profession de foi pour un nouvel humanisme peut se lire comme la morale du Fabuleux et triste destin d'Ivan et Ivana.

#### Séjours en Guadeloupe

##### Pour la visite officielle du Mémorial de l'esclavage
Le 8 janvier 2016, elle est au Mémorial ACTe, à Pointe-à-Pitre, pour une visite officielle en compagnie du directeur scientifique et culturel du MACTe, Thierry L'Étang. Tout en reconnaissant la nécessité de « prouver » que l’esclavage est un « grand crime », elle répond à une journaliste d’Arte qu'elle porte davantage son attention sur le présent plutôt que sur le passé et parle des problèmes d'eaux, graves et récurrents en Guadeloupe, de la situation déplorable du CHU ainsi que du taux de chômage particulièrement élevé. Son souci premier, continue-t-elle, est de mettre en place des politiques publiques dans le but de « développer le pays et [d']essayer de réparer les erreurs du passé ». Aussi craint-elle que le MACTe ne soit qu'un « symbole, un respect, un hommage de ce qui a été fait dans le passé ».
Son dernier roman, paru en juin 2017, s'inscrit dans l'actualité puisqu'il est une médiation sur le phénomène de la radicalisation dans le contexte de la prise d'otages du magasin Hyper Cacher de la porte de Vincennes en amont de laquelle Clarissa Jean-Philippe, une policière de 25 ans originaire de Martinique, avait été tuée par Amedy Coulibaly.

##### Après le Nobel dit «alternatif»
Après son séjour à Stockholm pour la cérémonie officielle, le 9 décembre 2018, de remise du nouveau prix académique de littérature par la Nouvelle Académie (The New Academy Prize in Literature), elle se rend en Guadeloupe pour remercier le « pays » d'avoir appuyé sa nomination parmi les quatre finalistes et ainsi partager son prix avec le peuple guadeloupéen.
En février 2018, La radio France Culture consacre à son parcours et à son œuvre, 4 épisodes de l'émission La Compagnie des Œuvres.
Le 18 décembre 2018, elle est reçue dans le carré VIP puis le carré presse de l'aérogare Pôle Caraïbes, pour un premier accueil officiel et une conférence de presse aux côtés de sa fille Sylvie Condé. Une foule compacte l'accompagne jusqu'à sa voiture en chantant son « retour au pays ». Le 23 décembre 2018, un hommage lui est rendu par le conseil régional de Guadeloupe sous la présidence de Ary Chalus au Mémorial ACTe.
Le 2 mars 2020, elle est la première femme noire à recevoir la dignité de grand-croix de l'ordre national du Mérite, mais cette distinction ne reçoit alors qu'un très faible écho médiatique.

### Mort

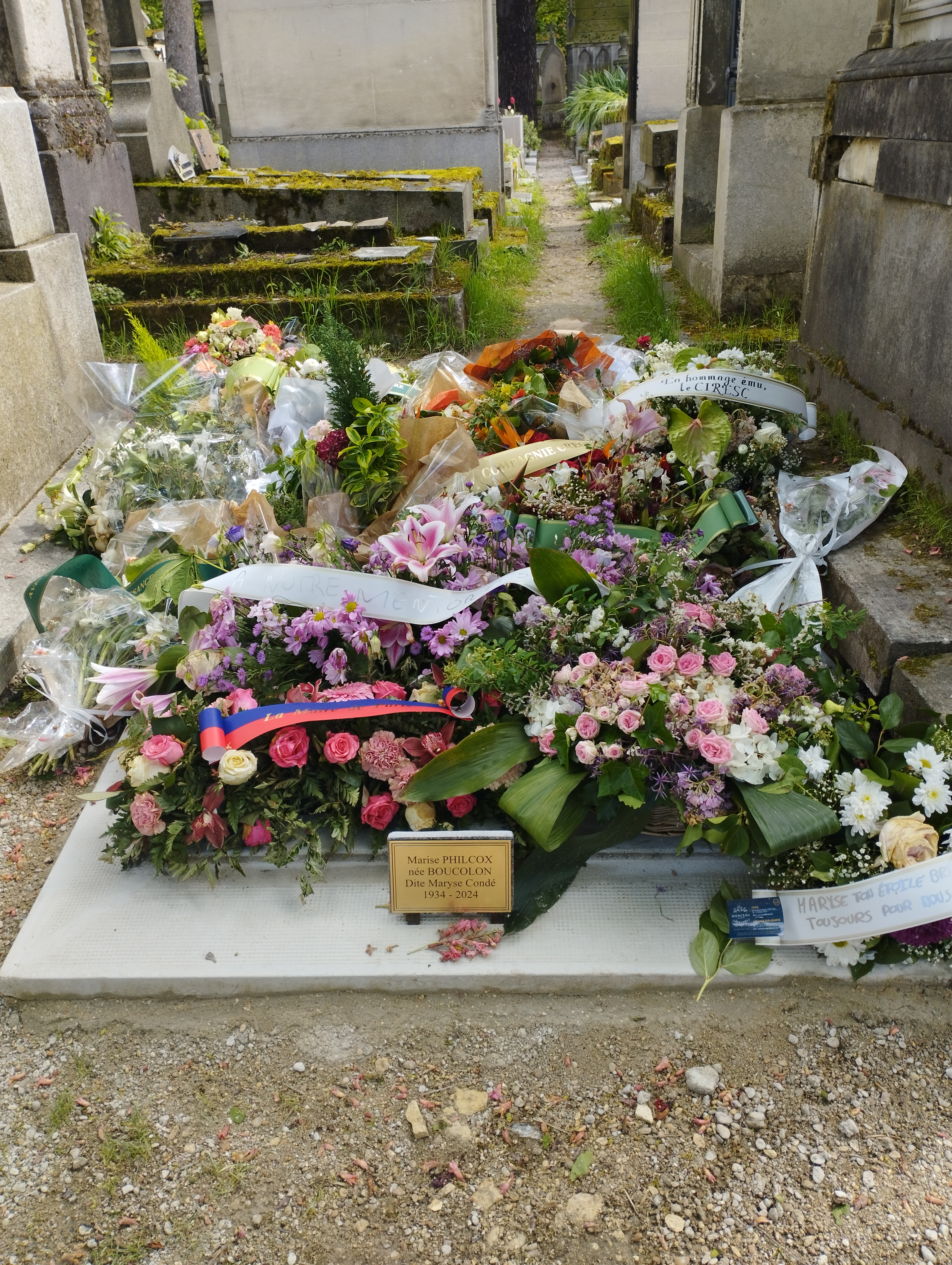
Tombe de Maryse Condé au cimetière du Père-Lachaise (division 50).

Maryse Condé meurt le 2 avril 2024, à l'âge de 90 ans, au centre hospitalier d'Apt (Vaucluse),. Le jour même, le président de la République Emmanuel Macron et son épouse Brigitte Macron, dans un communiqué publié sur le site du palais de l'Élysée, « adressent à son époux, à sa famille, à ses proches et ses lecteurs d’hier et d’aujourd’hui un message de condoléances attristées ». Ils rendent hommage à l'écrivaine « "indépendantiste guadeloupéenne", irréductiblement attachée au gré d’une relation tumultueuse à son île, où elle créa entre autres le Prix des Amériques insulaires en 2000 ».
Le 4 avril 2024, est publiée dans le Nouvel Obs une tribune collective signée, notamment, par Jean-Marc Ayrault, Christiane Taubira, Leïla Slimani et Omar Sy, où est défendue le principe d'un hommage national en rappelant que le 2 mars 2020 Maryse Condé fut élevée, par le président de la République Emmanuel Macron, à la dignité de grand-croix de l'ordre national du Mérite : « La tradition permet en effet à celles et ceux qui ont été ainsi distingué.e.s par la République de bénéficier d’un hommage national ». Le lendemain, est officiellement annoncé que la cérémonie d'hommage nationale se tiendrait le 15 avril à la bibliothèque nationale de France. Le 6 avril 2024, une veillée mortuaire se tient dans sa ville natale de Pointe-à-Pitre.
Le 6 avril 2024, en l'église du hameau des Imberts de la paroisse de Gordes se tient la première cérémonie d'obsèques. Furent lus trois extraits du Cœur à rire et à pleurer, La Vie sans fards et L'Evangile du nouveau monde, le dernier chapitre, après la mort du héros Pascal, avatar fictionnel de Maryse Condé : « Désormais, le jour de Pâques fut marqué par cet important pèlerinage qui rassemblait des fidèles venus du monde entier. Saint-Sauveur, jusque-là une commune sans importance, devint un des hauts lieux du pays. » C'est en effet au cours du week-end Pascal qu'est morte Maryse Condé, Saint-Sauveur devenant ainsi le double fictionnel de Gordes. Le 12 avril 2024, la deuxième cérémonie d'obsèques se tient à l'église de Saint-Germain-des-Prés, suivie de l'inhumation au cimetière du Père-Lachaise (division 50).
Le 14 avril 2024, paraît dans Le Monde une nouvelle tribune signée par un collectif formé notamment par Cheick Modibo Diarra, Doudou Diène, Edgar Morin, Euzhan Palcy, Jack Lang et Aïssata Seck plaidant pour l'entrée de Maryse Condé au Panthéon.

## Carrière universitaire
Titulaire d'un doctorat en littérature à l'université de la Sorbonne-Nouvelle, Maryse Condé a enseigné dans l'université française et dans de nombreuses universités américaines des années 1970 à 2005,,,. Sa première intervention universitaire serait à l'occasion du colloque « Other Americas » ; son intervention portait sur les écrivaines de la diaspora noire.
- Chargée de cours à l'université Paris-Nanterre.
- En 1985, elle obtient une bourse d'un an à l'Occidental College. Lors de sa conférence inaugurale, elle commence par souligner le fait qu'elle est originaire de Guadeloupe ; ainsi parlera-t-elle en tant que caribéenne, (« as a West Indian »)[106].
- 1986 : poste à l'université Berkeley.
- Professeur à l'université du Maryland, où elle organise le colloque « Penser la créolité », dont les actes seront édités en 1995 chez Karthala[107],[108].
- 1992-1994 : professeur à l'université de Virginie.
- 1995-2005 : professeur à l'université Columbia, où elle préside le département d'études francophones. À ce titre, en 2002, elle invite l'écrivain Edouard Glissant à participer au colloque « Paris, New York, capitale de la Diaspora africaine ».

## Bibliothèque de l'écrivaine
L'œuvre de Maryse Condé entretient un dialogue intertextuel avec l'histoire littéraire en glissant, dans ses récits, des références plus ou moins érudites à des livres l'ayant marquée d'une façon ou d'une autre. Ce procédé ne lui est pas propre mais, dans le cas des écrivains catégorisés « francophones », cela est d'autant plus remarquable que celui-ci permet de se jouer d'une critique littéraire parfois prompte à rattacher les textes francophones aux canons de l'histoire littéraire française au détriment de l'intention de l'écrivain. Ces clins d’œil érudits en viennent à constituer une « bibliothèque textuelle » et participent d'une « mise en scène de l'écrivain francophone » en face de sa critique – c'est l'objet du séminaire de Romuald Fonkoua à Paris-IV Sorbonne avec le cas, notamment, de Victoire, les saveurs et les mots.

### Littérature de la diaspora

#### Haïti
Maryse Condé entretient un lien viscéral avec Haïti, « là où la négritude se mit debout pour la première fois », notamment à travers sa riche littérature,,. Elle en partage « chaque souffrance » comme en témoigne, particulièrement, En attendant la montée des eaux, écrit dans l'actualité immédiate puisque le tremblement de terre du 12 janvier 2010 l'oblige à changer le dénouement du récit, ses personnages étant conduits à rester en Haïti plutôt qu'à partir confie-t-elle au cours d'un entretien vidéo. Interrogée sur sa relation avec Haïti, elle dit combien ce pays lui entre dans la chair : « Un lieu qui à la fois m’a appris à me connaître, m’a donné beaucoup de fierté et m’a donné aussi beaucoup de sentiments de manque, de déception. Je crois que si je n’avais eu ce rapport intime, étroit avec Haïti, j’aurais été une autre femme. Donc je dirais qu’il y a deux pôles importants pour moi : Haïti et l’Afrique. » Son œuvre est ainsi parsemée de références implicites ou explicites à des classiques tel que Thémistocle Epaminondas Labasterre de Frédéric Marcelin, La Bête de Musseau de Philippe et Pierre Thoby-Marcelin, Ainsi parla l'oncle de Jean-Price Mars, Gouverneur de la rosée de Jacques Roumain, Bon Dieu rit de Edris Saint-Amand, les récits traditionnels de Justin Lhérisson et, particulièrement, Compère général soleil de Jacques Stephen-Alexis.
En tant qu'écrivaine, elle dit se sentir « coupable et responsable de n’avoir pas su faire le peuple guadeloupéen aimer comme il le mérite le peuple haïtien ».

#### États-Unis
Des écrivaines africaines-américaines telle que Zora Neale Hurston, Alice Walker et Toni Morrison ont nourri son imaginaire d'écrivaine : « Les femmes écrivains de l'Amérique noire m'ont impressionnée », dit-elle à Amassa Vèvè Clark et précisant qu'elle les a lues en anglais.

### Littérature française
L'un des rares auteurs français qu'elle cite, en dehors de Jean-Paul Sartre et, épisodiquement, André Malraux, est François Mauriac, dont le roman Le Sagouin, qu'elle a lu adolescente, a particulièrement retenu son attention.

## La figure du cannibale et la théorie du cannibalisme littéraire
À la suite de la réécriture, au début des années 1990, des Hauts de Hurlevent d'Emily Brontë – roman qu'elle se souvient avoir lu à 14 ans après avoir reçu un exemplaire comme récompense scolaire pour ses qualités d'écriture – dans un contexte caribéen, Maryse Condé théorise sa pratique littéraire sous l'étiquette de cannibalisme littéraire en s'emparant de la charge parodique et subversive du Manifeste anthropophage (Manifesto Antropófago) publié par le poète José Oswald de Souza Andrade en 1928. En cela, elle s'inscrit dans le fil d'un mouvement d'avant-garde brésilienne ayant pour égérie une figure tutélaire du Nouveau Monde : le cannibale qui devient alors un signifiant postcolonial.
« For the most part Condé maintains Brontë's characters, but Condé layers her own universe of Guadeloupe in 1900 over Brontë's universe of England in 1800. Condé's refusal to situate her story within Emily Brontë's, as Rhys did with Charlotte Brontë's, represents Condé's break away from the rigid Victorian novel structure into a freer African oral narrative. It is significant that Condé, as a Caribbean writer, chose to rewrite Wuthering Heights by an English writer. Condé's nearly full reworking of Brontë's novel represents the political act of a colonized Condé appropriating a colonial text from the colonizer Brontë. If Condé called for a transformation of West Indian literature, Windward Heights is an attempt at making that transformation. Windward Heights challenges the restrictive literary model that Glissant, Chamoiseau and Confiant promote by breaking some of what Condé calls their "commands" for writing. While Condé's novel follow the model of the black man as protagonist, she breaks with the rule that this black man should be a messiah for his people. Rayzié is modeled, after all, after the unlikable Heatchcliff. »[pas clair]
Avec Histoire de la femme cannibale en 2003, elle se met en scène à travers le personnage de Rosélie Thibaudin. Artiste-peintre originaire de Guadeloupe, elle se sent comme « échouée » au Cap en Afrique du Sud après la disparition de son mari Stephen, blanc et anglais - à l'instar de Richard Philcox, le mari de l'écrivaine. Rosélie se fascine alors pour un fait divers ayant défrayé la chronique : Fiéla a tué son mari, l'a dépecé et s'est mise à en manger les morceaux. Du point de vue de Rosélie, cet acte de cannibalisme conjugal s’interprète comme la réaction névrotique d'une femme qui, tout comme elle avec Stephen, se faisait « bouffer » par son mari : manger ou être mangé, tel est le dilemme auquel elle a dû faire face commente malicieusement Maryse Condé. La femme-cannibale devient alors une métaphore de la femme noire mariée à un homme blanc - le couple mixte est l'un des thèmes majeurs de l'œuvre de Maryse Condé présent dès son premier roman publié - dont la subjectivité peut être muselée, au sein du foyer conjugal, par le double impensé du racisme et du patriarcat. Rosélie, quant à elle, devient l'avatar de l'écrivaine puisqu'elle aussi, en se faisant médium, cannibalise les histoires de ses clients qu'elle écoute attentivement. Sa voix est d'ailleurs traversée par le discours métalittéraire que l'auteure tient sur la littérature francophone avec laquelle elle entretient, comme nombre d'écrivains issus des colonies, une relation d'inconfort : « Je parle ce que je suis. [...] Le français m'appartient. Mes ancêtres l'ont volé aux Blancs comme Prométhée, le feu. Malheureusement, ils n'ont pas su allumer d'incendies d'un bout à l'autre de la francophonie ».

## Prix, distinctions, décorations
C'est grâce au roman Moi, Tituba sorcière... Noire de Salem (1986) qu'elle reçoit en 1987 son premier prix littéraire : le grand prix littéraire de la Femme. Puis elle reçoit en 1993 le prix Puterbaugh, décerné aux États-Unis à un écrivain de langue française pour l'ensemble de son œuvre et dont elle est la première femme à en être honorée. Le prix Marguerite-Yourcenar est décerné à l'écrivaine en 1999 pour Le Cœur à rire et à pleurer, écrit autobiographique qui fait le récit de son enfance.
Le 20 mars 2013, elle se voit décerner le prix spécial de la Francophonie 2013 « pour sa contribution au rayonnement de la Francophonie à travers l’ensemble de ses œuvres ».
Maryse Condé est successivement élevée au rang de commandeur de l'ordre des Arts et des Lettres en 2001, commandeur de l'ordre national du Mérite en 2007, officier de l’ordre national de la Légion d’honneur en 2014 et, enfin, en mars 2020, grand-croix de l'ordre national du Mérite.
En février 2018, l'émission La Compagnie des auteurs sur France Culture lui consacre une semaine spéciale.
Le 20 mars 2018, à l'Institut de France, le président Emmanuel Macron fait une allusion marquée à son premier roman dont le titre, Hérémakhonon, vient d'une expression malinké qui veut dire « en attendant le bonheur » et invite « nos diplomates et nos concitoyens » à « [relire] les écrits de Maryse Condé », notamment, afin de comprendre l'importance du « plurilinguisme ». Il cite l'exemple similaire de sikidilatif, un mot qui vient du kikongo et qui veut dire « suscitant de l’espoir ».
Le 12 octobre 2018, elle remporte le prix de la Nouvelle Académie de littérature (The New Academy Prize in Literature) — un Nobel qualifié d' « alternatif » par la presse,,,, à de rares exceptions près — décerné par la Nouvelle Académie (Den Nya Akademien) à la suite de l'annulation exceptionnelle de l'édition 2018 du prix Nobel de littérature consécutive aux graves accusations exposées au monde entier par le mouvement féministe propagé de manière virale par le hashtag #MeToo. Cette Nouvelle Académie se compose de 109 intellectuels suédois et a été fondée par quatre personnalités du monde culturel — Ann Palsson, Lisbeth Larrson, Peter Stenson et Gunilla Sandin — pour s'assurer, au nom de valeurs éthiques (« democracy, openness, empathy and respect »), qu'un prix international de littérature soit décerné (« The New Academy was founded to warrant that an international literary prize will be awarded in 2018 »). Afin de rendre la procédure moins élitiste, libraires et lecteurs sont invités à prendre part au choix des nommés : 47 auteur(e)s sont, d'abord sélectionnés ; puis, il appartient aux lecteurs et lectrices de porter leur suffrage sur l'un ou l'une des nommés de sorte à en retenir 4 (Anne Palson se félicitera de compter environ 33 000 votants à travers le monde) ; enfin, c'est au jury d'élire le lauréat,. C'est ainsi que le 12 octobre 2018, lors d'une cérémonie retransmise en direct sur YouTube, Maryse Condé est annoncée comme la récipiendaire du prix.

L'Académie a ensuite motivé son choix en insistant, particulièrement, sur la dimension postcoloniale de l'œuvre : 

« Elle décrit dans son œuvre les ravages du colonialisme et le chaos post-colonial dans une langue à la fois précise et bouleversante. »

Comme le relève la journaliste Katia Dansoko Touré de Jeune Afrique, Maryse Condé « exulte » car, à ses yeux, cette consécration internationale de son œuvre est aussi un moyen d'attirer l'attention sur la Guadeloupe dont elle estime la voix insuffisamment prise en compte par « les Français ». Aussitôt après l'annonce de la Nouvelle Académie, l'écrivain haïtien et académicien français Dany Laferrière lui écrit une « belle lettre » qui l'émeut profondément.
Le 16 octobre 2018, quatre jours après l'annonce, dans l'annexe de l'université Columbia à Paris lors d'une rencontre avec les écrivains africains-américains Ta-Nehisi Coates et Jake Lamar, l'universitaire Maboula Soumahoro prononce un discours dans lequel elle interroge le sens de ce label « alternatif » pour une femme noire écrivaine originaire d'une colonie française (la Guadeloupe),.
Le 9 décembre 2018, elle est à Stockholm pour la cérémonie officielle avant de se rendre en Guadeloupe remercier la région d'avoir soutenu sa nomination parmi les quatre finalistes du prix de la Nouvelle Académie de littérature. Une journée hommage, animée par Daniel Picouly, lui est consacrée sur France Ô le dimanche 16 décembre 2018.
En 2021, l'Institut de France lui décerne le prix mondial Cino-Del-Duca pour le « message d'humanisme moderne » qui anime son œuvre,,.
En décembre 2024, le conseil municipal de Nice décide de nommer une place à son nom.

### Prix
- 1987 : Grand prix littéraire de la Femme - prix Alain-Boucheron, pour Moi, Tituba sorcière... Noire de Salem
- 1988 : Prix Anaïs-Ségalas de l’Académie française, pour La Vie scélérate
- 1988 : Prix LiBeratur (Allemagne), pour Ségou : Les Murailles de terre
- 1993 : Prix Puterbaugh, pour l'ensemble de son œuvre
- 1994 : 50e grand prix littéraire des jeunes lecteurs de l'Île-de-France, pour Moi, Tituba, sorcière noire de Salem
- 1997 : Prix Carbet de la Caraïbe et du Tout-Monde, pour Desirada
- 1999 : Prix Marguerite-Yourcenar, pour Le Cœur à rire et à pleurer
- 2003 : Grand prix Metropolis bleu
- 2005 : Hurston/Wright Legacy Award (catégorie fiction), pour Who Slashed Célanire's Throat?
- 2006 : Certificat d'honneur Maurice Gagnon du Conseil international d'études francophones (CIEF)
- 2007 : Prix Tropiques, pour Victoire, les saveurs et les mots
- 2008 : Trophée des arts afro-caribéens (catégorie fiction), pour Les Belles Ténébreuses
- 2010 : Grand prix du roman métis, pour En attendant la montée des eaux
- 2018 : Nouveau prix académique de littérature, institué par Nouvelle Académie
- 2021 : Prix mondial Cino-Del-Duca, de l'Institut de France pour l'ensemble de son œuvre

### Distinction académique
- 1998 : Membre honoraire de l'Académie des lettres du Québec

### Décorations
- Officière de la Légion d'honneur (2014[146], chevalier en 2004[147])
- Grand-croix de l'ordre national du Mérite (2019[148], grande-officière en 2011[149], commandeure en 2007[150])
- Commandeure de l'ordre des Arts et des Lettres (2001)

## Hommages
- Depuis 2001, son nom est associé à un prix, le prix littéraire Fetkann ! Maryse Condé « Mémoire des pays du Sud, Mémoire de l’Humanité »[151], créé à la suite du vote de la loi Taubira.
- En 2003, pour marquer la fin de sa carrière universitaire, l'université Columbia lui rend hommage : la Romanic Review lui consacre un numéro spécial.
- 2011 : Le collège de l'île de La Désirade (971 Guadeloupe), anciennement nommé collège Jean-Bellot-Hervagault, est devenu collège Maryse-Condé, à compter du 10 décembre 2012.
- Le 23 mai 2018, la comédienne Danielle Gabou, accompagnée de la pianiste Lise Diou-Hirtz, lui rend un hommage théâtral à la maison de l'Unesco à Paris en présence de Christiane Taubira[152].
- En mars 2021, une rue à son nom est inaugurée à Pierrefitte-sur-Seine[153].
- Le 20 janvier 2023, la ville de Sarcelles inaugure le lycée Maryse-Condé (anciennement lycée de la Tourelle)[154].
- En 2023, un parvis est inauguré à son nom à Cergy[155].
- En 2024 un arrêté ministériel faisant suite à la délibération du conseil régional de Guadeloupe du 26 avril 2024 renomme l'aérodrome de « Pointe-à-Pitre - Le Raizet » en « Guadeloupe - Maryse Condé »[156]
- En 2024, le 2 avril, Nanterre inaugure une nouvelle allée à son nom, choisi en tant que figure majeure des littératures francophones dans la mémoire urbaine[157].

## Œuvres
- Dieu nous l'a donné (1972), pièce en 5 actes
- Mort d'Oluwémi d'Ajumako (1973), pièce en 4 actes
- Hérémakhonon (1976)
- Stéréotype du noir dans la littérature antillaise : Guadeloupe-Martinique (1976)
- La Civilisation du bossale : réflexions sur la littérature orale de la Guadeloupe et de la Martinique (1978)
- La Parole des femmes [Texte imprimé] : essai sur les romancières des Antilles de langue française (1979)
- Haïti chérie (1986), réédité sous le titre Rêves amers (2005)
- En attendant le bonheur (1988)
- Pension Les Alizés (1988), pièce en 5 tableaux
- Hugo le terrible (1989)
- Bouquet de voix pour Guy Tirolien, coécrit Alain Rutil (1990) (OCLC 24289054)
- Haïti chérie (1991)
- Hugo le terrible (1998)
- Le Cœur à rire et à pleurer : contes vrais de mon enfance (1999)
- Rêves amers (2001)
- La Planète Orbis (2002)
- À la courbe du Joliba (2006)
- Victoire, les saveurs et les mots : récit (2006)
- Comme deux frères (2007), adaptation dramatique
- Chiens fous dans la brousse (2008)
- Savannah blues (2008)
- Conte cruel (2009)
- La Vie sans fards (2012)
- La Belle et la Bête : une version guadeloupéenne (2013)
- Mets et Merveilles (2015)
- Le Fabuleux et triste destin d'Ivan et d'Ivana (2017)
- L'Evangile du Nouveau Monde (2021)

### Romans
- Hérémakhonon (1976) - rééd. - En attendant le bonheur (Hérémakhonon) (1988)
- Une saison à Rihata (1981)
- Ségou, tome 1 : Les Murailles de terre (1984)
- Ségou, tome 2 : La Terre en miettes (1985)
- Pays mêlé, suive de Nanna-ya (1985)
- Moi, Tituba sorcière… Noire de Salem (1986)
- La Vie scélérate (1987)
- Traversée de la mangrove (1989)
- Les Derniers Rois mages (1992)
- La Colonie du Nouveau Monde (1993)
- La Migration des cœurs (1995)
- Desirada (1997)
- Célanire cou-coupé (2000)
- La Belle Créole (2001)
- Histoire de la femme cannibale (2005)
- Les Belles Ténébreuses (2008)
- En attendant la montée des eaux (2010)
- Le Fabuleux et Triste Destin d’Ivan et d’Ivana (2017)
- L'Évangile du nouveau monde (2021)

### Théâtre
- Dieu nous l’a donné, Pierre Jean Oswald, 1972
- Mort d’Oluwémi d’Ajumako, Pierre Jean Oswald, Paris 1973
- Le Morne de Massabielle, Théâtre des Hauts de Seine, Puteaux 1974
- Pension les Alizés, Mercure, Paris 1988
- An Tan Revolisyon, Conseil Régional, Guadeloupe 1989
- Comédie d’amour, mis en scène au Théâtre Fontaine, Paris, juillet 1993; New York, novembre 1993
- Comme deux frères, Lansman, Paris 2007
  - allemand : Wie zwei Brüder, mis en scène en Guadeloupe, Martinique, France, États-Unis
- La Faute à la vie Lansman, Paris 2009
- An tan révolisyon : elle court, elle court la liberté (2015)

### Littérature jeunesse
- Haïti chérie, Bayard, Paris 1991; nouveau titre : Rêves amers. Bayard Jeunesse, Paris 2001
- Hugo le terrible, Sépia, Paris 1991
  - en allemand : Hugo der Schreckliche, Berlin 1997
- La Planète Orbis Jasor, Pointe-à-Pitre 2002
- Savannah blues, dans : Je Bouquine # 250, novembre 2004
- Chiens fous dans la brousse, dans : Je Bouquine 2006
- À la Courbe du Joliba, Grasset-Jeunesse, Paris 2006
- Conte cruel, Mémoire d'encrier, Montréal 2009

### Essais (sélection)
- Pourquoi la Négritude? Négritude ou Révolution. dans : Jeanne-Lydie Goré: Négritude africaine, négritude caraïbe. Éditions de la Francité, 1973, p. 150–154
- Négritude césairienne, négritude senghorienne, Revue de littérature comparée 3.4 (1974), p. 409–419
- La Civilisation du bossale; Réflexions sur la littérature orale de la Guadeloupe et de la Martinique., Harmattan, Paris 1978/ 2000.
- Profil d’une œuvre : Cahier d’un retour au pays natal, Hatier, Paris 1978
- Propos sur l’identité culturelle. dans : Guy Michaud, Négritude: Traditions et développement. PUF, Paris 1978, p. 77–84.
- La parole des femmes: Essai sur des romancières des Antilles de langue française. l’Harmattan, Paris 1979.
- Notes sur un retour au pays natal. dans : Conjonction. 176 (supplément 1987), p. 7–23.
- Noir, C’est Noir (Vorwort), dans : Regards Noirs. Harmattan, Paris 1996.
- Nèg pas bon, dans : Mythili Kaul (Hrsg.) Othello: New Essays by Black Writers. Howard University Press, Washington, D.C. 1997.
- Créolité without Creole Language, dans : Caribbean Creolization. University Press of Florida, Gainesville 1998.
- Unheard Voice: Suzanne Césaire and the Construct of a Caribbean Identity, dans : Adele Newson, Linda Strong-Leek (Hrsg.) : Winds of Change: The Transforming Voices of Caribbean Women Writers and Scholars Peter Lang, New York 1998.
- O Brave New World, dans : Research in African Literatures 29.3 (Fall 1998), p. 1–8.
- Fous-t-en Depestre, Laisse dire Aragon., dans : The Romanic Review. 92.1-2 (janvier-mars 2001), p. 177–185.
- Haïti dans l’imaginaire des Guadeloupéens. dans : Présence Africaine. 169 (2004), p. 131–136.
- The Stealers of Fire: The French-Speaking Writers of the Caribbean and Their Strategies of Liberation. dans : Journal of Black Studies. 35.2 (novembre 2004), p. 154–164.

### Filmographie
- En 2011, France 5 lui consacre un portrait dans la collection « Empreintes » intitulé Maryse Condé, une voix singulière, un film de Jérôme Sesquin, écrit par Françoise Vergès, produit par Jaraprod.
- En 2012, un documentaire de création lui est consacré Moi, Maryse C, écrivain noire et rebelle, un film de Dimitry S. Zandronis, produit par Kontras' Prod.
- En 2018, un grand entretien de 90 min lui est consacré. Réalisé par Gilles Le Mao, écrit et mené par Fabienne Kanor. Produit par La Huit Production avec le soutien du Ministère de la Culture - DGLLF.